# 326

## Догађаји
- Цар Константин Велики путује у Рим да прослави 20. годишњицу свог ступања на власт, али док је био на путу за Пулу наређује да се његов старији син, Крисп Цезар, погуби, вероватно под оптужбом за прељубу. Касније је и Фауста, друга жена цара Константина, погубљена тако што је угушена или кувана у врућој купки.
- Јелена говори Константину да мора да се искупи за погубљење свог сина и жене изградњом храмова ион почиње изградњу Старе базилике Светог Петра, прве цркве на традиционалном месту гроба Светог Петра у Риму, и базилике Голготе на брду Голготи код Јерусалима. Такође је наручио изградњу цркве Христовог рођења у Витлејему (посвећена 339).
- Света Нина уводи хришћанство у Иберијско краљевство (данашња Грузија).

### Септембар
- 14. септембар – Јелена, мајка Константина Великог, открива у Јерусалиму Часни крст и Господњи гроб (Исусов гроб). На свом ходочашћу, које почиње ове године, она се зауставља на егејском острву Патмос, где је, по предању, основала цркву Панагија Екатонтапилијани.

## Смрти
- Википедија:Непознат датум — Свети Александар - хришћански светитељ и епископ александријски.

- Википедија:Непознат датум — Флавије Јулије Крисп, син Константина I (р. 303.)
- Википедија:Непознат датум —  Флавија Максима Фауста, римска царица (р. 289.)
- Википедија:Непознат датум —  Лициније II, римски конзул и цезар (р. 315.)